# Отто VI (маркграф Бранденбургу)
Отто VI Маленький (*Otto IV der Kleine, бл. 1255 — 6 липня 1303) — маркграф Бранденбург-Зальцведеля у 1267—1286 роках.

## Життєпис
Походив з династії Асканіїв. Молодший син Отто III, маркграфа Бранденбурзького, та Божени (доньки Вацлава I, короля Богемії). Народився приблизно 1255 року. У 1267 році після смерті Отто III разом з братами Йоганом III, Отто V і Альбрехтом III стає маркграфом Бранденбург-Зальцведельським. У державних справах мав замало участь, передавши лідерство братові Отто V.
У 1278 або 1279 році відповідно до угоди між Отто V і Габсбургами (укладена після поразки Оттокара II, короля Богемії, та його бранденбурзьких союзників у битві з австрійцями), Отто VI одружився з Гедвігою Габсбург, донькою Рудольфа I, короля Німеччини.
У 1286 році невдовзі після смерті своєї дружини Отто VI зрікся влади та титулу маркграфа, ставши лицарем-тамплієром. Згодом здійснив постриг в цистреціанському монастирі Ленін, де став ченцем. Тут він й помер у 1303 році.

## Родина
Дружина — Гедвіга, донька Рудольфа I Габсбурга, короля Німеччини.
Діти: не було